# 翻訳サイト
翻訳サイト（ほんやくサイト）とは、インターネット上のサーバに機械翻訳エンジンを設置し、翻訳サービスを行うウェブサイトである。
利用料金は、無料で利用できるサービスと、有料のサービスがあり、サイトの運営方針によって料金体系が様々である。

## 概要
インターネット黎明期においては日本語サイトやローカライズされたサイトが少数だったので、国外サイトを閲覧する機会が多かった。電子辞書ソフト又は機械翻訳ソフトが、メーカー製パソコンにバンドルされていたり、NCSA Mosaic又はNetscape Navigatorのローカライズ版にも搭載されていた。
その後、ポータルサイトのコンテンツの増強により、機械翻訳エンジンベンダーとの提携による翻訳サービスが提供されるようになった。
また2020年代以降のChatGPTなどのAIチャットボットの多くは翻訳も可能となっている。

## 稼働中の主な翻訳サイト
- Google翻訳
- Bing翻訳
- DeepL翻訳
- みらい翻訳 - NTTドコモなどが出資する株式会社みらい翻訳が提供。
- Weblio翻訳 - クロスランゲージの翻訳エンジンを採用。
- Baidu翻訳 - 百度（バイドゥ）が提供している翻訳サイトで、翻訳した物を他の表記に切り替えが出来るという最大の翻訳エンジンを採用している。
- Naver Papago翻訳
- ヤンデックス翻訳
- 有道翻訳
- Apertium
- Reverso
- SYSTRAN翻訳
- みんなの自動翻訳＠TexTra - 国立研究開発法人情報通信研究機構（NICT）が開発した自動翻訳サイト[1]
- OpenL

## 終了した翻訳サイト
- Babel Fish
- エキサイト翻訳
- プレミアム機械翻訳